# Teviot Bridge
Die Teviot Bridge ist eine Straßenbrücke in der schottischen Kleinstadt Kelso in der Council Area Scottish Borders. 1971 wurde das Bauwerk in die schottischen Denkmallisten in der höchsten Denkmalkategorie A aufgenommen.

## Geschichte
1784 reichte Alexander Stevens einen Entwurf zum Bau der Brücke. Die geschätzten Baukosten von zunächst 1000 £ stiegen bis 1788 auf 1230 £ an. Obschon nicht explizit erwähnt, scheint die zwischen 1784 und 1785 erbaute Teviot Bridge nach Stevens’ Entwurf gebaut worden zu sein. Die Arbeiten führt der lokale Unternehmer William Elliot aus. Als John Rennie in Vorbereitung der Planungen zur Kelso Bridge die Stadt besuchte, zeigte er sich skeptisch ob des Standorts der Teviot Bridge kurz hinter einer Flussbiegung.

## Beschreibung
Die Teviot Bridge ist eine Steinbogenbrücke, welche den Teviot am Westrand von Kelso mit drei Bögen quert. Unweit befand sich einst das Herrenhaus Springwood House. Die Segmentbögen weisen unterschiedliche Weiten auf. Während der zentrale Bogen eine Lichte Weite von 19,5 m aufweist, sind die flankierenden Bögen mit 16,2 m schmaler. Die Pfeiler verfügen beidseitig über Eisbrecher. Auf diesen ruhen gepaarte dorische Pfeiler, welche die auskragenden Fußgängerbuchten tragen. Die auskragenden Brüstungen ruhen auf Konsolen. Die 6,6 m weite Brücke führt die A699 über den Teviot.